# Wapen van Malawi

Wapen van Malawi

Het wapen van Malawi werd op 30 juni 1964, vlak voor het uitroepen van de onafhankelijkheid van Malawi, ingevoerd en werd verleend door de Britse koningin Elizabeth II van het Verenigd Koninkrijk. Het verving het oude koloniale wapen dat in 1914 in gebruik werd genomen.

## Beschrijving
Het schild op het wapen van Malawi is driedelig. Het bovenste veld wordt gevuld door twee blauwe golven. Het middelste veld heeft een rode achtergrond met daarop de strijdende Britse leeuw. Onderaan is een ondergaande gouden zon te zien op een zwarte achtergrond. Boven op het schild staat een gouden helm met een goud-rode wrong. De wrong onderscheidt de helm van twee blauwe golven waarop een Afrikaanse zeearend is afgebeeld. Ten slotte is het dekkleed goud-rood.
Schildhouder aan de rechterzijde (links op een afbeelding) is een leeuw en aan de linkerzijde een luipaard. Zij staan op rotsen, die onderaan worden afgerond door een gouden tekstband met de tekst: UNITY and FREEDOM (Eenheid en vrijheid).

## Symboliek
De blauwe golven op het schild staan samen met de blauwe golven bovenaan en de zeearend voor het Malawimeer, een belangrijke levensader voor het land. De leeuw in het wapen staat voor het Wapen van Engeland, dat echter drie luipaarden laat zien. De opkomende zon staat voor de vrijheid en onafhankelijkheid van de Afrikaanse staten. De rotsen staan voor het Mulanjemassief.
Algerije · Angola · Benin · Botswana · Burkina Faso · Burundi · Centraal-Afrikaanse Republiek · Comoren · Congo-Brazzaville · Congo-Kinshasa · Djibouti · Egypte · Equatoriaal-Guinea · Eritrea · Ethiopië · Gabon · Gambia · Ghana · Guinee · Guinee-Bissau · Ivoorkust · Kaapverdië · Kameroen · Kenia · Lesotho · Liberia · Libië · Madagaskar · Malawi · Mali · Marokko · Mauritanië · Mauritius · Mozambique · Namibië · Niger · Nigeria · Oeganda · Rwanda · Sao Tomé en Principe · Senegal · Seychellen · Sierra Leone · Soedan · Somalië · Swaziland · Tanzania · Togo · Tsjaad · Tunesië · Westelijke Sahara · Zambia · Zimbabwe · Zuid-Afrika · Zuid-Soedan
Afhankelijke gebieden:
Brits Territorium in de Indische Oceaan · Canarische Eilanden · Ceuta · Melilla · Madeira · Mayotte · Réunion · Sint-Helena · Tristan da Cunha